# Уаура (провинция)
Уаура (исп. Provincia de Huaura, кечуа Wawra pruwinsya) — одна из 9 провинций перуанского региона Лима. Площадь составляет 4 892,52 км². Население по данным на 2007 год — 197 384 человек. Плотность населения — 40,34 чел/км². Столица — город Уачо.

## География
Расположена в северной части региона. Граничит с регионами Паско (на востоке) и Анкаш (на севере), а также с провинциями: Кахатамбо и Ойон (на севере), Барранка (на северо-западе) и Уараль (на юге). На западе омывается водами Тихого океана.

## Административное деление
В административном отношении делится на 12 районов:
- Уачо
- Амбар
- Калета-де-Каркин
- Чекрас
- Уальмай
- Уаура
- Леонсио-Прадо
- Пакчо
- Санта-Леонор
- Санта-Мария
- Сайан
- Вегета